# Душан Чантекин
Душан Чантекин (тур. Duşan Cantekin; Крагујевац, 21. јун 1990) турско-српски је кошаркаш. Игра на позицији центра, а тренутно наступа за Бурсаспор.

## Биографија
Рођен је под именом Душан Гавриловић у Србији, али ју је као млад напустио и преселио се у Турску, где је и променио презиме. Након добијања турског држављанства наступао је за млађе категорије њихове репрезентације. Сениорску каријеру започео је у децембру 2009. потписивањем за трофејни Анадолу Ефес. Од почетка сезоне 2010/11. позајмљен је клубу Мерсин ББ. Ни тамо се није дуго задржао и већ у децембру 2010. прослеђен је даље - овога пута на позајмицу Мега Визури где је остао до краја сезоне 2011/12. Наредне две сезоне провео је као играч Банвита. У септембру 2014. вратио се у Мега Визуру. У јануару 2015. поново се нашао у Турској и то у дресу клуба Истанбул ББ. Сезону 2015/16. је био играч Галатарасаја. У августу 2016. потписао је једногодишњи уговор са Трабзонспором. У сезони 2017/18. је био играч Јешилгиресуна, а наредну 2018/19. сезону је провео у екипи Бешикташа.

## Успеси

### Клупски
- Галатасатај:
  - Еврокуп (1): 2015/16.